# Pontevedra (provins)
Pontevedra är en provins i nordvästra Spanien, i den sydvästra delen av den autonoma regionen Galicien.
Provinsen gränsar till provinserna La Coruña, Orense och Lugo samt i väst till Atlanten. Provinsens huvudstad är Pontevedra, men industrin är koncentrerad till Vigo (en av Spaniens viktigaste hamnstäder). Provinsen har en yta av 4 480 km², och den totala folkmängden uppgick 2016 till 944 300 personer. Provinsen är indelad i 62 kommuner, municipios.
Nationalparken Illas Atlánticas de Galicia nationalpark ligger i provinsen.